# Motosada Mori
Motosada Mori (ur. 1964 w Hiroszimie) – doradca wojskowy i pisarz. Po zdobyciu doświadczenia w regionalnych konfliktach uczestniczył w kursach szkoleniowych SWAT prowadzonych przez Dalajlamę. Założył Mori International, specjalizujące się w zapobieganiu nielegalnej przemocy. Jest głównie rozpoznawany za jego pracę jako doradca wojskowy przy serii Metal Gear.

## Twórczość[2][3]
| Rok wydania | Produkcja                                                            | Funkcja                                             |
| ----------- | -------------------------------------------------------------------- | --------------------------------------------------- |
| 1998        | Metal Gear Solid                                                     | Doradca wojskowy                                    |
| 1998        | Metal Gear Solid (serial)                                            | Pisarz                                              |
| 1999        | Deep Freeze                                                          | Doradca wojskowy                                    |
| 1999        | Metal Gear Solid: Integral                                           | Doradca wojskowy                                    |
| 2001        | Metal Gear Solid 2: Sons of Liberty                                  | Doradca wojskowy                                    |
| 2001        | Hanzai kôshônin Yuriko                                               | Pisarz                                              |
| 2002        | Metal Gear Solid 2: Substance                                        | Doradcja wojskowy                                   |
| 2002        | Hanzai kôshônin Yuriko 2: Minakami onsen tatekomori jiken            | Pisarz                                              |
| 2002        | 'Metal Gear Solid 2: Sons of Liberty' - Making of the Hollywood Game | Wywiad we własnej osobie                            |
| 2004        | Metal Gear Solid: The Twin Snakes                                    | Doradca wojskowy                                    |
| 2004        | Hanzai kôshônin Yuriko 3: Toba Tôshijima ni, Yuriko kankin!          | Doradca wojskowy                                    |
| 2004        | Metal Gear Solid 3: Snake Eater                                      | Doradca wojskowy, aktor sesji przechwytywania ruchu |
| 2005        | Metal Gear Solid 3: Subsistence                                      | Doradca wojskowy, aktor sesji przechwytywania ruchu |
| 2006        | Winback 2: Project Poseidon                                          | Koordynator akcji                                   |
| 2008        | Metal Gear Solid 4: Guns of The Patriots                             | Doradca wojskowy                                    |
| 2008        | Resident Evil: Degeneracja                                           | Doradca wojskowy                                    |
| 2012        | Residen Evil: Potępienie                                             | Doradca wojskowy                                    |
| 2012        | Resident Evil Damnation: The DNA damnation                           | Wywiad we własnej osobie                            |
| 2014        | Metal Gear Solid V: Ground Zeroes                                    | Doradca wojskowy, aktor sesji przechwytywania ruchu |
| 2015        | Metal Gear Solid V: The Phantom Pain                                 | Doradca wojskowy                                    |